# Château de Koromo
Ne doit pas être confondu avec Château de Komoro.
Le château de Koromo (挙母城, Koromo-jō) se trouve à Toyota, préfecture d'Aichi au Japon. À la fin de la période Edo, le château était le siège du clan Naitō, daimyos du domaine de Koromo. Le château était aussi connu sous le nom Shichishū-jō (七州城).

## Histoire
Une fortification fut construite près de l'actuel site du château de Koromo durant l'époque de Kamakura et l'endroit était contesté pendant l'époque Sengoku entre le clan Imagawa et le clan Oda. Après l'établissement du shogunat Tokugawa, le clan Miyake (anciennement de Tahara) fut autorisé à retourner à Mikawa et se vit attribuer un domaine de 10 000 koku. En 1600, Miyake Yasusada construisit une jin'ya, résidence fortifiée à un kilomètre environ de l'emplacement des fortifications originales et planta des sakura tout autour. La résidence fut surnommée Shichishū-jō (七州城).
Le clan Naitō fut assigné à Koromo en 1749 quand Naitō Masamitsu fut transféré de la province de Kōzuke. Comme son statut l'autorisait à construire un château, il fit ériger en 1782 un tenshu (donjon) en réduction avec yagura (poivrière) et plusieurs portes de tour de guet sur le mont Dojiyama (65 m) près du site de la résidence de Miyake. Le nouveau château était protégé d'un côté par la rivière Yasaku. Du haut du tenshu, il était possible de voir sept provinces (Mikawa, Owari, Mino, Shinano, Tōtōmi, Ise, Omi) et le château fut ainsi appelé Shichishu-jō (七州城).
Le clan Naitō resta dans la résidence jusqu'à la restauration Meiji, ensuite de quoi le site du château fut utilisé pour un lycée, le musée d'art de la ville de Toyota et un parc. La yagura de coin est une reconstruction datant de 1959.